# Horisme staudingeri
Horisme staudingeri là một loài bướm đêm trong họ Geometridae.